# Acalypha kotoensis
Acalypha kotoensis é uma espécie de flor do gênero Acalypha, pertencente à família Euphorbiaceae.